# 石灰窑回族乡
石灰窑回族乡是中华人民共和国青海省海东市平安区下辖的一个民族乡。

## 行政区划
石灰窑回族乡下辖以下村级行政区划单位：
宜麻村、业隆村、黎明村、阳坡山村、窑庄村、处处沟村、红崖村、下河滩村、唐隆台村、上唐隆村、上法台村、下法台村、石卦寺村和石灰窑村。